# Monte Bo
Il monte Bo o cima di Bo (mont Bò in piemontese) è una vetta di 2.556 m s.l.m. appartenente alle Alpi Biellesi, la seconda in altezza nel Biellese dopo il Monte Mars.
Si trova in provincia di Biella (BI) lungo lo spartiacque tra la Valle Sessera e la Valle Cervo ed a breve distanza dalla Valsesia propriamente detta (VC).
Interessa il comune di Piedicavallo e le isole amministrative montane dei comuni di Pettinengo, Tavigliano e Valle San Nicolao.

## Toponimo

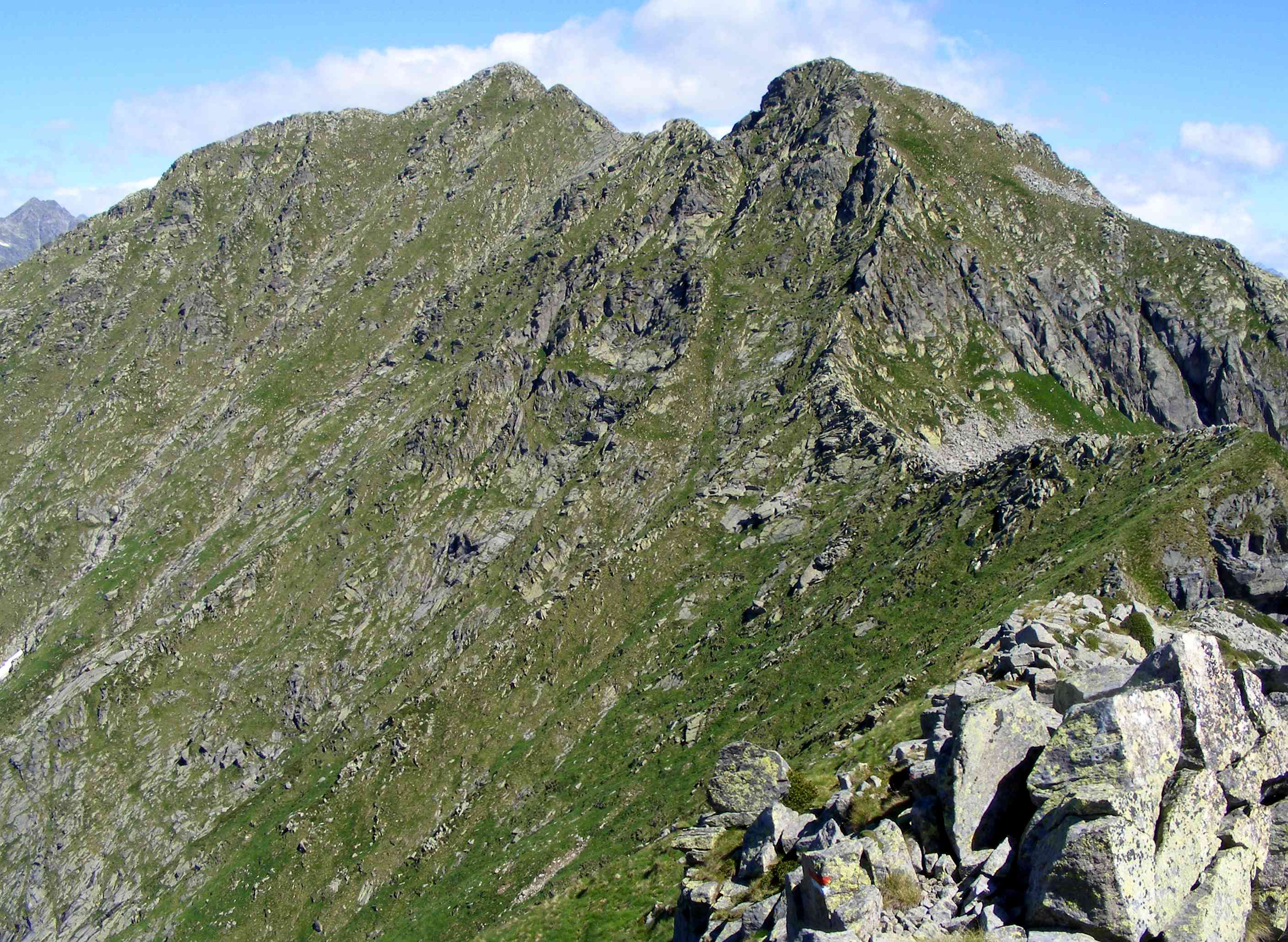
Il Bo visto dalla punta del Cravile; alla sua destra la Punta del Manzo e il colle omonimo.

Vari studiosi affermano che il nome Bo deriverebbe da Boso o Bioso, toponimo quest'ultimo che a fine Ottocento era ancora in uso in Valsesia. Il geografo Giovanni Marinelli, oltre a prendere atto come Bioso venisse usato in Valsesia per indicare il Monte Rosa nel suo complesso, scrisse che il nome « molto evidentemente corrisponde al Monboso, ricordato, e forse in parte salito da Leonardo da Vinci ». Nella citazione leonardesca tale toponimo venne però forse utilizzato dall'autore per riferirsi ai soli contrafforti sud-orientali del Rosa.
Oltre alla Cima di Bo esiste anche un Bo di Valsesia, situato a non molti km di distanza.
Proprio per questo la montagna viene in genere chiamata dai valsesiani alto Bo, Bo biellese o Bò biellese.

## Storia

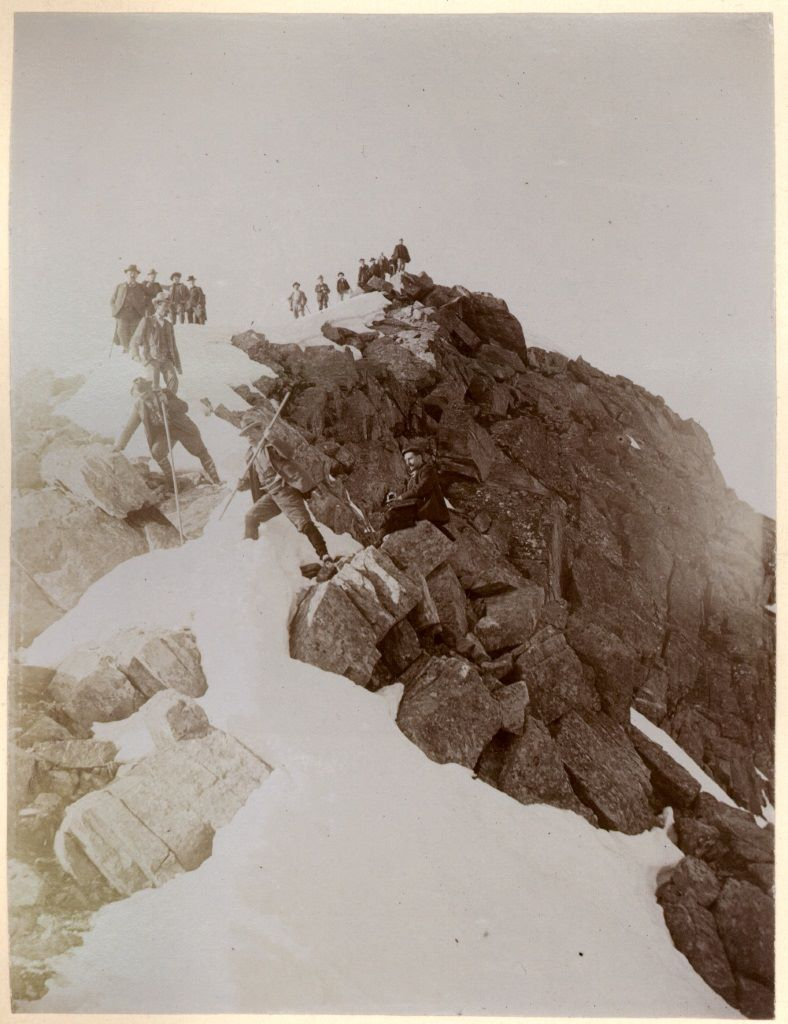
Gruppo di escursionisti al Bo nel 1903 (foto M.Gabinio)

Al Bo e, in particolare, il pianoro sassoso denominato Piazza d'Armi che si trova non lontano dalla cima sul lato Valle Cervo, sono legate alcune leggende relative alle streghe. In questo caso, contrariamente ad altri luoghi del Biellese che erano noti per ospitare streghe relativamente amichevoli, le donne vengono dipinte dal folklore come malvagie e pericolose per chi si fosse intromesso nei loro convegni diabolici. Il versante della montagna che scende verso la Valsessera fu invece in passato oggetto di coltivazione di miniere di rame. La Cima di Bo era già nell'Ottocento nota ai viaggiatori, anche stranieri, per il panorama vasto e vario che offre sulle Alpi e sulla Pianura Padana. La salita al Bo rappresenta tuttora una meta ambita per gli escursionisti biellesi; in particolare molti salgono sulla montagna alla sera per fermarsi in cima durante la notte e potere ammirare l'alba il mattino seguente.

## Descrizione

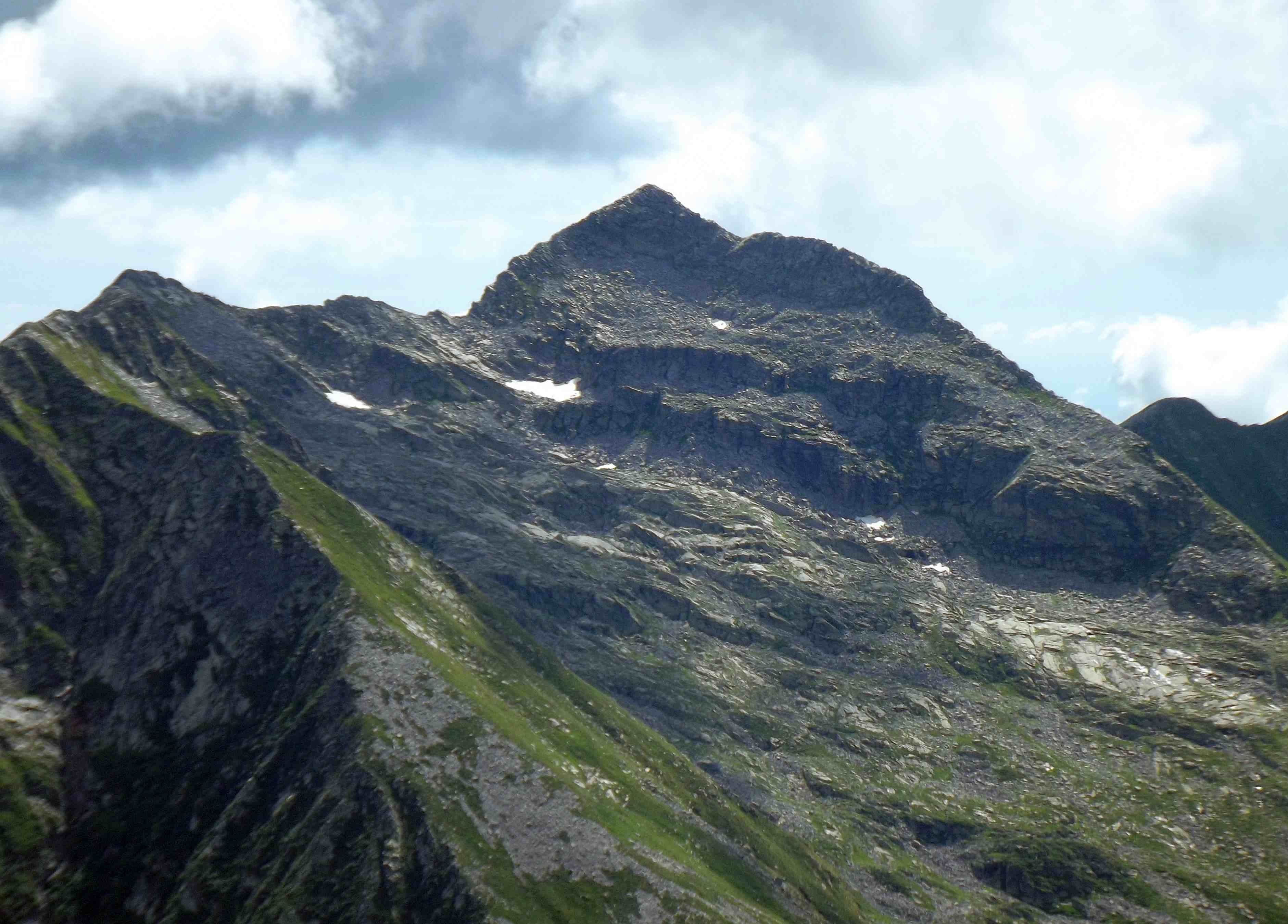
Il Bo visto dalla punta Lazoney.

Più che come una vetta isolata la montagna si presenta come un piccolo massiccio montuoso le cui elevazioni secondarie sono rappresentate da Punta Rusca (2.455 m), Monte Cambra (2.492 m), Punta del Talamone (2.494 m) e Punta Raja delle Marmotte (2.221 m) a nord della vetta principale e da Punta del Manzo (2.506 m) e Cima del Bergamasco (2.290 m) a sud della stessa.
Sulla Punta del Talamone convergono i bacini del Fiume Sesia e dei torrenti Sessera e Cervo, mentre il Monte Bo si trova circa 500 metri a sud-est di questo nodo orografico. 
Sulla vetta sorge un segnale metallico mentre appena al di sotto della stessa si trova il Bivacco Antoniotti, sempre aperto.
Essendo la punta piuttosto lontana da altre cime più elevate il panorama è spettacolare in tutte le direzioni. Data l'altezza e la posizione avanzata la montagna è ben riconoscibile dalla pianura e domina con la sua mole tutto il Biellese centrale. La sua prominenza topografica è di 617 metri, e il punto di minimo è rappresentato dalla Bocchetta del Croso.
Sulla cima del Bo si trova il punto geodetico trigonometrico dell'IGM denominato Cima Di Bo (cod. 030006)

## Accesso alla vetta

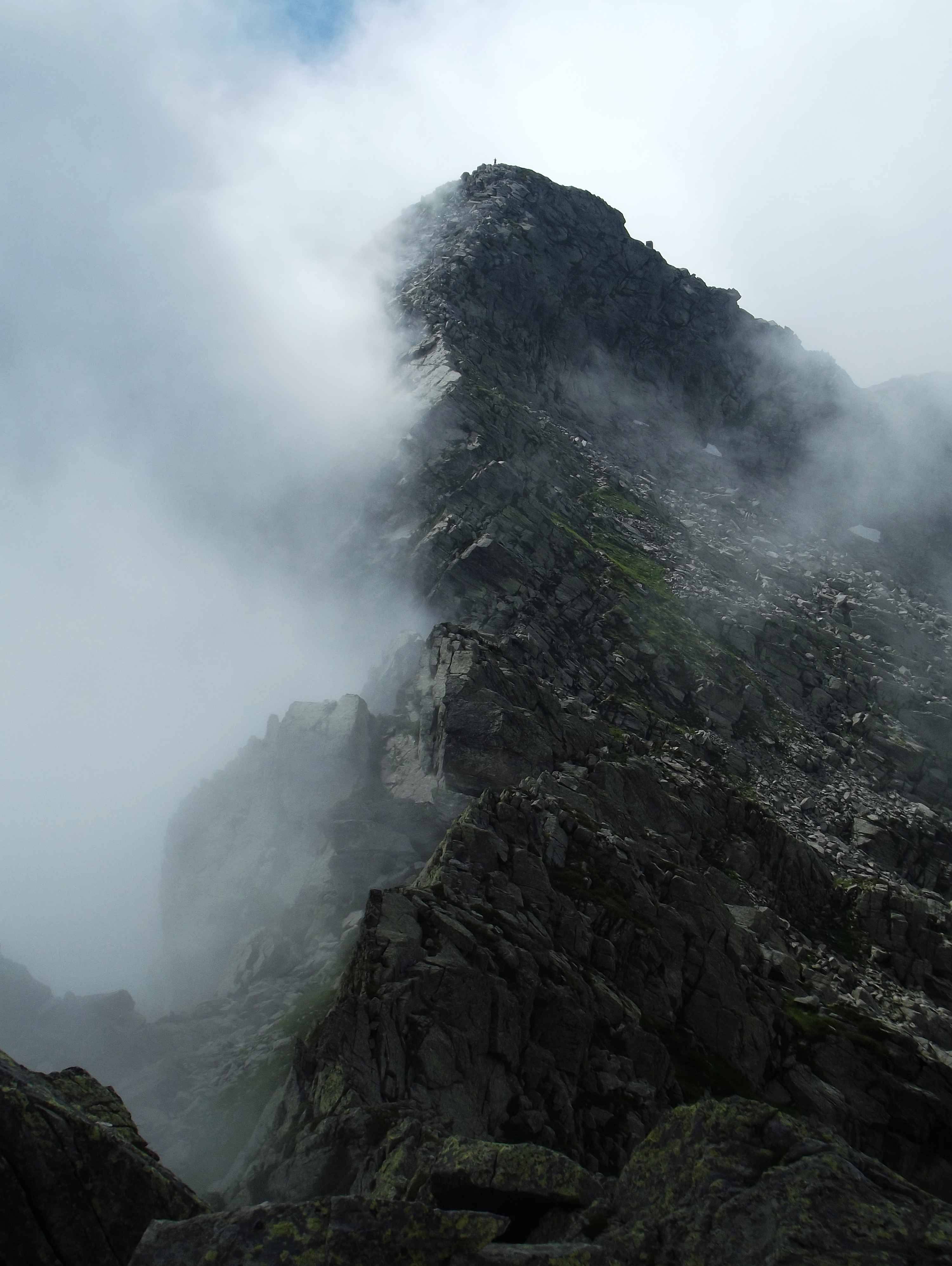
La cresta nord della montagna, per la quale transita la via normale

È possibile raggiungere la vetta per sentiero sia partendo da Montesinaro (frazione di Piedicavallo, BI) che da Rassa (VC); in questo secondo caso il sentiero transita per la Bocchetta del Croso (1.943 m) e coincide poi nell'ultima parte con l'itinerario precedente. La difficoltà del tratto finale comune alle due vie è stimata come EE (per "Escursionisti Esperti"). La lunga via di cresta proveniente dal Bocchetto di Sessera per il Monticchio, la Cima del Bonom e la Punta del Cravile è invece parzialmente alpinistica.